# Мечеть імені імама Абу Ханіфи
Мечеть імені Імама Абу Ханіфи — мечеть Києва, що розташована у Дарницькому районі за адресою: 3-й Березневий провулок, 2 (Бортничі). 

## Історія
Відкриття відбулося 24 березня 2023 року на початку священного місяця Рамадан. В новому приміщенні відбулося читання священного Корану, провели перший релігійний урок та вперше прозвучав Азан. На заході був присутній Верховний муфтій України шейх Ахмед Тамім та інші гості.
26 вересня 2023 року у мечеті провели перший Мавлід. Перед урочистою частиною імам Мухаммад Бабур дав урок про дозволеність проведення заходів на честь події народження найкращого створіння Бога — Пророка Мухаммада ﷺ. 
Традиційно захід почали читанням Корану, студенти Ісламського університету читали Мавлід арабською. Другий Мавлід читали мовою фарсі. На заході був присутній шановний гість, Верховний муфтій України — шейх Ахмед Тамім, який дав релігійний урок. Наприкінці основної частини віряни благословилися волосом Пророка.
10 березня 2025 року провели офіційний іфтар на яке було запрошено представників посольства Узбекистану.